# Tour della nazionale maschile di rugby a 15 del Sudafrica 1995
Dopo la vittoria nella Coppa del Mondo di rugby 1995 il Sudafrica effettuò un breve tour europeo; avversari di tale spedizione furono l'Italia, cui gli Springbok concessero il loro primo test match in assoluto, e a seguire l'Inghilterra.
L'incontro con l'Italia fu disputato allo Stadio Olimpico di Roma; all'evento era legata anche un'iniziativa benefica, in quanto l'incasso era destinato ad alcune associazioni per l'infanzia tra cui Telefono Azzurro; il seguito sugli spalti fu di circa 40000 spettatori.
L'Italia, proveniente da una pesante sconfitta in un test match disputato due settimane prima a Bologna contro la Nuova Zelanda, chiuse il primo tempo in svantaggio per 6-17, poi impose ai sudafricani un break di 15 punti che li costrinse a stare sotto nel punteggio per circa cinque minuti a metà ripresa (21-17); ; negli ultimi 20 minuti due mete di Hennie le Roux e Japie Mulder, trasformate entrambe da Joël Stransky, e tre punizioni dello stesso Stransky ribaltarono il punteggio e lo fissarono sul 40-21 per il Sudafrica.
Una settimana più tardi, a Twickenham, il Sudafrica ebbe ragione di un'Inghilterra in fase di rimaneggiamento tattico a opera del proprio C.T. Jack Rowell, e si impose 24 a 14 con tre mete e tre piazzati a fronte dell'unica meta inglese di Phil de Glanville e i piazzati di Jon Callard.

## Gli incontri
| Arbitro: | Steve Lander |

|                         |      |                                                      |
| Arancio 49’ Orlandi 54’ | mt   | 15’ Mulder 26’ tecnica 71’ F. Pienaar 78’ H. le Roux |
| Domínguez 54’           | tr   | 15’, 26’, 71’, 78’ Stransky                          |
| Domínguez 4’, 20’, 42’  | c.p. | 12’, 57’, 60’, 66’ Stransky                          |

| Arbitro: | Jim Fleming |

|              |      |                                 |
| de Glanville | mt   | v.d. Westhuizen C. Williams (2) |
| Callard (3)  | c.p. | Stransky (3)                    |